# Okeover
Okeover lub Oakover – wieś i civil parish w Anglii, w Staffordshire, w dystrykcie East Staffordshire. W 2001 civil parish liczyła 58 mieszkańców. Okeover jest wspomniana w Domesday Book (1086) jako Acoure.